# Prawo Foucaulta
Prawo Foucaulta – prawo z dziedziny psychologii poznawczej odnoszące się do procesu uczenia się długich treści. Mówi ono, że gdy zapamiętywany materiał jest obszerny, to czas poświęcony na opanowanie kolejnego elementu wzrasta szybciej aniżeli jego objętość.
Prawo to wyraża się za pomocą wzoru:
{\displaystyle t=kl^{2}}
gdzie:
t – czas uczenia się jednego elementu (jest on ściśle związany z liczbą powtórek),
l – długość szeregu,
k – pewna wartość stała.
Prawo Foucaulta nie ma charakteru ściśle ogólnego, ponieważ wiele czynników, takich jak sensowność materiału, może zmienić czas uczenia się jednego elementu. Prawo to, odnoszące się do pojęcia pamięci w psychologii poznawczej związane jest ściśle z prawem częstości, strategiami pamięciowymi i metapamięcią.
Autorem prawa był Marcel Foucault (1865-1947), który sformułował je w artykule Les inhibitions internes de fixation, zamieszczonym w Année Psychologique z 1928 roku.